# 中山雄太
中山 雄太（なかやま ゆうた、1997年2月16日 - ）は、茨城県龍ケ崎市出身のプロサッカー選手。Jリーグ・FC町田ゼルビア所属。ポジションはディフェンダー（センターバック、サイドバック）、ミッドフィールダー（オフェンシブハーフ、サイドハーフ、ディフェンシブハーフ、ウイングバック）。日本代表。

## 来歴

### プロ入り前
茨城県龍ケ崎市で教員の両親のもとに生まれ、小学校1年時に兄が所属していた北文間スポーツ少年団に加入し、本格的にサッカーを始めた。龍ケ崎市立愛宕中学校サッカー部でプレーしていた中学2年時に茨城県トレセンに選出され、練習試合で柏レイソルU-15と対戦した際にスカウトを受け、中学3年時から柏の下部組織に入団した。
下部組織時代は中盤からディフェンスラインまで様々なポジションを経験し、高校2年時の2013年7月には、弱冠16歳ながらトップチームに2種登録された。高校3年時にはチームの主将を務め、高円宮杯U-18サッカーリーグ プレミアリーグEASTでクラブ史上初の優勝を達成した。

### 柏レイソル
2015年、同期の大島康樹とともにトップチームへ昇格。同年5月6日のAFCチャンピオンズリーグ2015グループリーグ第6節・ベカメックス・ビンズオン戦でプロデビューを飾り、6月23日のJ1 1stステージ第13節・ガンバ大阪戦でリーグ戦初出場を果たした。8月25日のACL準々決勝第1戦・広州恒大戦では大谷秀和の負傷欠場を受け、インサイドハーフのポジションで先発出場した。
2016年、下部組織時代に指導を受けた下平隆宏が監督に就任するとスターティングメンバーに定着。3月27日のヤマザキナビスコカップグループステージ第2節・ベガルタ仙台戦で出場時間450分を達成し、プロA契約を締結した。1stステージでは左サイドバック（ウイングバック）として出場することもあったが、2ndステージに入ると同じ下部組織出身で1学年先輩の中谷進之介とともにセンターバックの定位置を確保し、7月13日の2ndステージ第3節・サンフレッチェ広島戦でコーナーキックからプロ初得点を決めた。
2017年は引き続きセンターバックのレギュラーとして、FIFA U-20ワールドカップ出場による離脱期間と退場処分のサスペンションを除くリーグ戦全30試合に出場。同年のJリーグベストヤングプレーヤー賞を受賞し、満23歳以下のJリーグ所属選手を対象としたTAG Heuer YOUNG GUNS AWARD・ベストイレブンにも選出された。

### PECズヴォレ
2019年1月14日、PECズヴォレへの完全移籍が発表された。3月31日の第27節・FCエメン戦で途中出場して移籍後初出場を果たした。2020年1月17日の第19節・FCユトレヒト戦で移籍後初ゴールを決めた。

### ハダースフィールド・タウンFC
2022年7月15日、EFLチャンピオンシップのハダースフィールド・タウンFCと2年契約を結んだ。8月13日のストーク・シティFC戦では初先発で移籍後初ゴールを決めて勝利に貢献した。しかし、11月2日のサンダーランドAFC戦で右脚を痛めて途中交代すると、翌日にはアキレス腱の負傷で手術が必要と診断されシーズン中の復帰は絶望的となった。
2024年5月、今季限りでの契約満了をクラブ公式サイトより発表。

### FC町田ゼルビア
2024年8月14日、FC町田ゼルビアへ完全移籍で加入。3日後の17日に行われたジュビロ磐田との試合で初出場を飾ると、前半4分にコーナーキックから頭で合わせ、移籍後初ゴールを記録した。

### 日本代表
2012年7月、U-16日本代表に初招集され、イラン遠征に参加。以降は各年代別代表でキャプテンを務めるなど主軸として活躍し、2016年10月のAFC U-19選手権では準決勝ベトナム戦を除く5試合で冨安健洋とセンターバックを組み、全試合を無失点に抑えて大会初優勝を達成した。
2017年、FIFA U-20ワールドカップのメンバーにも選出される。本大会でも再び冨安と共に全試合にフル出場し、グループリーグ第2戦ウルグアイ戦からはゲームキャプテンを務め、ベスト16進出に貢献した。
2019年5月23日、キリンチャレンジカップの日本代表メンバーに選出。その翌日に発表されたコパ・アメリカに臨む東京五輪世代中心で構成された日本代表にも選出された。6月18日、コパ・アメリカ初戦のチリ戦でスタメン出場し、代表デビューを果たした。2022年11月1日、2022 FIFAワールドカップの日本代表メンバー26人に選出されたが、前述の怪我の影響により同月3日にW杯メンバーからの離脱が発表された。2023年10月13日、MIZUHO BLUE DREAM MATCH 2023でのカナダ戦で1年ぶりに代表復帰。左SBでフル出場を果たす。同年11月16日にはW杯、アジア二次予選の初戦、ミャンマー戦では、ゲームキャプテンを務めた。

## 人物
- 小学生の頃に6年間ピアノを習っていた[3]。中学時代には学級委員長や体育祭の応援団長、合唱コンクールの指揮者を任されるなど文武両道の学生生活を送り、千葉県立柏南高等学校に一般受験で進学している[3][38][39]。

## 所属クラブ
ユース経歴
- 2003年 - 2008年 北文間スポーツ少年団（龍ケ崎市立北文間小学校）
- 2009年 - 2010年 龍ケ崎市立愛宕中学校サッカー部（龍ケ崎市立愛宕中学校）
- 2011年 柏レイソルU-15（龍ケ崎市立愛宕中学校）
- 2012年 - 2014年 柏レイソルU-18（千葉県立柏南高等学校）
  - 2013年 - 2014年 柏レイソル（2種登録選手）

プロ経歴
- 2015年 - 2018年  柏レイソル
- 2019年 - 2022年  PECズヴォレ
- 2022年 - 2024年8月  ハダースフィールド・タウンFC
- 2024年8月 -   FC町田ゼルビア

## 個人成績
| 国内大会個人成績 | 国内大会個人成績   | 国内大会個人成績 | 国内大会個人成績   | 国内大会個人成績 | 国内大会個人成績 | 国内大会個人成績 | 国内大会個人成績 | 国内大会個人成績 | 国内大会個人成績 | 国内大会個人成績 | 国内大会個人成績 |
| 年度             | クラブ             | 背番号           | リーグ             | リーグ戦         | リーグ戦         | リーグ杯         | リーグ杯         | オープン杯       | オープン杯       | 期間通算         | 期間通算         |
| 年度             | クラブ             | 背番号           | リーグ             | 出場             | 得点             | 出場             | 得点             | 出場             | 得点             | 出場             | 得点             |
| 日本             | 日本               | 日本             | 日本               | リーグ戦         | リーグ戦         | リーグ杯         | リーグ杯         | 天皇杯           | 天皇杯           | 期間通算         | 期間通算         |
| ---------------- | ------------------ | ---------------- | ------------------ | ---------------- | ---------------- | ---------------- | ---------------- | ---------------- | ---------------- | ---------------- | ---------------- |
| 2015             | 柏                 | 29               | J1                 | 1                | 0                | 1                | 0                | 0                | 0                | 2                | 0                |
| 2016             | 柏                 | 29               | J1                 | 26               | 2                | 4                | 0                | 2                | 0                | 32               | 2                |
| 2017             | 柏                 | 5                | J1                 | 30               | 1                | 4                | 0                | 4                | 0                | 38               | 1                |
| 2018             | 柏                 | 5                | J1                 | 19               | 3                | 2                | 0                | 0                | 0                | 21               | 3                |
| オランダ         | オランダ           | オランダ         | オランダ           | リーグ戦         | リーグ戦         | リーグ杯         | リーグ杯         | KNVBカップ       | KNVBカップ       | 期間通算         | 期間通算         |
| 2018-19          | PECズヴォレ        | 4                | エールディヴィジ   | 4                | 0                | -                | -                | 0                | 0                | 4                | 0                |
| 2019-20          | PECズヴォレ        | 4                | エールディヴィジ   | 14               | 2                | -                | -                | 1                | 0                | 15               | 2                |
| 2020-21          | PECズヴォレ        | 4                | エールディヴィジ   | 32               | 2                | -                | -                | 1                | 0                | 33               | 2                |
| 2021-22          | PECズヴォレ        | 4                | エールディヴィジ   | 29               | 1                | -                | -                | 3                | 1                | 32               | 2                |
| イングランド     | イングランド       | イングランド     | イングランド       | リーグ戦         | リーグ戦         | FLカップ         | FLカップ         | FAカップ         | FAカップ         | 期間通算         | 期間通算         |
| 2022-23          | ハダースフィールド | 33               | EFL                | 14               | 2                | 1                | 0                | -                | -                | 15               | 2                |
| 2023-24          | ハダースフィールド | 33               | EFL                | 23               | 0                | 1                | 0                | -                | -                | 24               | 0                |
| 日本             | 日本               | 日本             | 日本               | リーグ戦         | リーグ戦         | リーグ杯         | リーグ杯         | 天皇杯           | 天皇杯           | 期間通算         | 期間通算         |
| 2024             | 町田               | 19               | J1                 | 6                | 1                | 0                | 0                | -                | -                | 6                | 1                |
| 通算             | 日本               | 日本             | J1                 | 82               | 7                | 11               | 0                | 6                | 0                | 99               | 7                |
| 通算             | オランダ           | オランダ         | エールディヴィジ   | 79               | 5                | -                | -                | 5                | 1                | 84               | 6                |
| 通算             | イングランド       | イングランド     | チャンピオンシップ | 37               | 2                | 2                | 0                | -                | -                | 39               | 2                |
| 総通算           | 総通算             | 総通算           | 総通算             | 198              | 14               | 13               | 0                | 11               | 1                | 222              | 15               |

- 2013年、2014年は2種登録選手としての出場はなし。

| 国際大会個人成績 | 国際大会個人成績 | 国際大会個人成績 | 国際大会個人成績 | 国際大会個人成績 |
| 年度             | クラブ           | 背番号           | 出場             | 得点             |
| AFC              | AFC              | AFC              | ACL              | ACL              |
| ---------------- | ---------------- | ---------------- | ---------------- | ---------------- |
| 2015             | 柏               | 29               | 2                | 0                |
| 2018             | 柏               | 5                | 3                | 0                |
| 通算             | AFC              | AFC              | 5                | 0                |

その他の公式戦
| 2015   | J-22   | -      | J3     | 12 | 0 | 12 | 0 |
| 通算   | 日本   | 日本   | J3     | 12 | 0 | 12 | 0 |
| 総通算 | 総通算 | 総通算 | 総通算 | 12 | 0 | 12 | 0 |

その他の国際公式戦
- 2018年
  - AFCチャンピオンズリーグ2018 東地区プレーオフ 1試合0得点

### 出場歴
- 公式戦初出場 - 2015年5月6日 ACLグループリーグ第6節・ベカメックス・ビンズオン戦（ゴーザウ・スタジアム）
- Jリーグ初出場 - 2015年6月23日 J1 1st第13節・ガンバ大阪戦（日立柏サッカー場）
- Jリーグ初得点 - 2016年7月13日 J1 2nd第3節・サンフレッチェ広島戦（日立柏サッカー場）

## タイトル

### クラブ
柏レイソルU-15
- 関東ユース (U-15)サッカーリーグ：：1回（2011年）

柏レイソルU-18
- 高円宮杯U-18サッカーリーグ プレミアリーグEAST：1回（2014年）

柏レイソル
- Jリーグヤマザキナビスコカップ：1回（2013年）
- スルガ銀行チャンピオンシップ：1回（2014年）

### 代表
U-19日本代表
- AFC U-19選手権：1回（2016年）

### 個人
- TAG Heuer YOUNG GUNS AWARD・ベストイレブン（2017年）
- Jリーグベストヤングプレーヤー賞（2017年）
- 日本プロスポーツ大賞・新人賞（2017年）

## 代表歴
- 国際Aマッチ初出場 - 2019年6月17日 コパ・アメリカ2019・チリ代表戦（エスタジオ・ド・モルンビー）

### 出場大会
- U-16日本代表
  - 豊田国際ユースサッカー大会（2013年）
- U-17日本代表
  - 国際ユースサッカーin新潟（2013年）
  - サニックス杯国際ユースサッカー大会（2014年）
  - 国際ユースサッカーin新潟（2014年）
- U-18日本代表
  - バレンティン・グラナトキン国際フットボールトーナメント（英語版）（2015年）
  - SBSカップ 国際ユースサッカー（2015年）
  - AFC U-19選手権2016 (予選)（2015年）
- U-19日本代表
  - バーレーンU-19カップ（2016年）※チーム事情により辞退[40]
  - 水原JSカップ（英語版）（2016年）
  - パンダカップ（2016年）
  - AFC U-19選手権2016（2016年）
- U-20日本代表
  - 2017 FIFA U-20ワールドカップ （2017年）
  - AFC U-23選手権2018 (予選)（2017年）
- U-21日本代表
  - スポーツ・フォー・トゥモロー（SFT）プログラム 南米・日本U-21サッカー交流（2018年）
  - トゥーロン国際大会（2018年）
  - ドバイカップU-23（2018年）
- U-22日本代表
  - AFC U-23選手権2020 (予選)（2019年）
  - ブラジル遠征（2019年）
  - キリンチャレンジカップ（2019年）
- U-24日本代表
  - SAISON CARD CUP 2021（2021年）
  - 東京オリンピック（2021年）
- 日本代表
  - コパ・アメリカ2019（2019年）
  - 2022 FIFAワールドカップ・アジア3次予選（2021年）
  - 2026 FIFAワールドカップ・アジア2次予選（2023年）
  - AFCアジアカップ2023（2024年）

### 試合数
- 国際Aマッチ 22試合 0得点（2019年 - ）

| 日本代表 | 国際Aマッチ | 国際Aマッチ |
| 年       | 出場        | 得点        |
| -------- | ----------- | ----------- |
| 2019     | 1           | 0           |
| 2020     | 4           | 0           |
| 2021     | 4           | 0           |
| 2022     | 8           | 0           |
| 2023     | 3           | 0           |
| 2024     | 2           | 0           |
| 2025     | 0           | 0           |
| 通算     | 22          | 0           |

### 出場
| No. | 開催日         | 開催都市         | スタジアム                                   | 対戦国           | 結果 | 監督   | 大会                                   |
| --- | -------------- | ---------------- | -------------------------------------------- | ---------------- | ---- | ------ | -------------------------------------- |
| 1.  | 2019年6月17日  | サンパウロ       | エスタジオ・ド・モルンビー                   | チリ             | ●0-4 | 森保一 | コパ・アメリカ2019                     |
| 2.  | 2020年10月9日  | ユトレヒト       | スタディオン・ハルヘンワールト               | カメルーン       | △0-0 | 森保一 | 国際親善試合                           |
| 3.  | 2020年10月13日 | ユトレヒト       | スタディオン・ハルヘンワールト               | コートジボワール | ○1-0 | 森保一 | 国際親善試合                           |
| 4.  | 2020年11月13日 | グラーツ         | メルクーア・アレーナ                         | パナマ           | ○1-0 | 森保一 | 国際親善試合                           |
| 5.  | 2020年11月17日 | グラーツ         | メルクーア・アレーナ                         | メキシコ         | ●0-2 | 森保一 | 国際親善試合                           |
| 6.  | 2021年10月7日  | ジッダ           | キング・アブドゥッラー・スポーツシティ       | サウジアラビア   | ●0-1 | 森保一 | 2022 FIFAワールドカップ・アジア3次予選 |
| 7.  | 2021年10月12日 | さいたま         | 埼玉スタジアム2002                           | オーストラリア   | ○2-1 | 森保一 | 2022 FIFAワールドカップ・アジア3次予選 |
| 8.  | 2021年11月11日 | ハノイ           | ミーディン国立競技場                         | ベトナム         | ○1-0 | 森保一 | 2022 FIFAワールドカップ・アジア3次予選 |
| 9.  | 2021年11月16日 | マスカット       | スルタン・カーブース・スポーツコンプレックス | オマーン         | ○1-0 | 森保一 | 2022 FIFAワールドカップ・アジア3次予選 |
| 10. | 2022年1月27日  | さいたま         | 埼玉スタジアム2002                           | 中国             | ○2-0 | 森保一 | 2022 FIFAワールドカップ・アジア3次予選 |
| 11. | 2022年2月1日   | さいたま         | 埼玉スタジアム2002                           | サウジアラビア   | ○2-0 | 森保一 | 2022 FIFAワールドカップ・アジア3次予選 |
| 12. | 2022年3月24日  | シドニー         | スタジアム・オーストラリア                   | オーストラリア   | ○2-0 | 森保一 | 2022 FIFAワールドカップ・アジア3次予選 |
| 13. | 2022年3月29日  | さいたま         | 埼玉スタジアム2002                           | ベトナム         | △1-1 | 森保一 | 2022 FIFAワールドカップ・アジア3次予選 |
| 14. | 2022年6月2日   | 札幌             | 札幌ドーム                                   | パラグアイ       | ○4-1 | 森保一 | キリンチャレンジカップ2022             |
| 15. | 2022年6月6日   | 東京             | 国立競技場                                   | ブラジル         | ●0-1 | 森保一 | キリンチャレンジカップ2022             |
| 16. | 2022年6月10日  | 神戸             | ノエビアスタジアム神戸                       | ガーナ           | ○4-1 | 森保一 | キリンカップサッカー2022               |
| 17. | 2022年9月23日  | デュッセルドルフ | デュッセルドルフ・アレーナ                   | アメリカ合衆国   | ○2-0 | 森保一 | キリンチャレンジカップ2022             |
| 18. | 2023年10月13日 | 新潟             | デンカビッグスワンスタジアム                 | カナダ           | ○4-1 | 森保一 | MIZUHO BLUE DREAM MATCH2023            |
| 19. | 2023年10月17日 | 神戸             | ノエビアスタジアム神戸                       | チュニジア       | ○2-0 | 森保一 | キリンチャレンジカップ2023             |
| 20. | 2023年11月16日 | 吹田             | パナソニックスタジアム吹田                   | ミャンマー       | ○5-0 | 森保一 | 2026 FIFAワールドカップ・アジア2次予選 |
| 21. | 2024年1月24日  | ドーハ           | アル・トゥマーマ・スタジアム                 | インドネシア     | ○3-1 | 森保一 | AFCアジアカップ2023                    |
| 22. | 2024年1月31日  | ドーハ           | アル・トゥマーマ・スタジアム                 | バーレーン       | ○3-1 | 森保一 | AFCアジアカップ2023                    |